# Uroiphis
Uroiphis es un género de ácaros perteneciente a la familia  Laelapidae.

## Especies
- Uroiphis scabratus Berlese, 1903
- Uroiphis striatus Berlese, 1903